# Iago
Iago – rodzaj drapieżnych ryb chrzęstnoszkieletowych z podrodziny Galeorhininae w obrębie rodziny mustelowatych (Triakidae).

## Rozmieszczenie geograficzne
Do rodzaju należą gatunki występujące w wodach wschodniego, zachodniego i północno-zachodniego Oceanu Indyjskiego (w tym Morze Czerwone) oraz w zachodnim Oceanie Spokojnym.

## Morfologia
Długość ciała do 75 cm.

## Systematyka
Rodzaj zdefiniowała w 1971 roku para amerykańskich ichtiologów Leonard Compagno i Stewart Springer w artykule poświęconym nowemu rodzajowi żarłaczokształtnych opublikowanym w czasopiśmie Fishery bulletin. Gatunkiem typowym jest (oryginalne oznaczenie) I. omanensis.

### Etymologia
Iago: Jago – fikcyjna postać z tragedii Williama Szekspira „Otello”; w aluzji do tego że przedstawiciele tego rodzaju „sprawiali kłopoty systematykom, będąc przez to swego rodzaju złoczyńcami”.

### Podział systematyczny
Do rodzaju należą następujące gatunki:
- Iago garricki Fourmanoir & Rivaton, 1979
- Iago mangalorensis (Cubelio, Remya & Kurup, 2011)
- Iago omanensis (Norman, 1939)